# Pedicularis excelsa
Pedicularis excelsa là loài thực vật có hoa thuộc họ Cỏ chổi. Loài này được Hook. f. mô tả khoa học đầu tiên năm 1884.